# 朝鮮殖産銀行

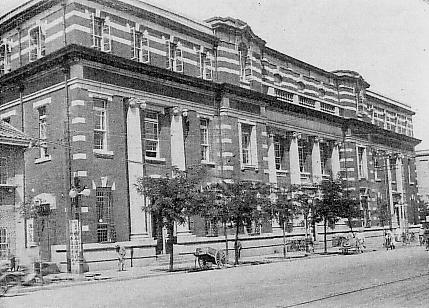
朝鮮殖産銀行本店

朝鮮殖産銀行（ちょうせんしょくさんぎんこう）は、日本統治時代の朝鮮の拓殖事業に対する長期金融を主な目的とする特殊銀行である。

## 概要
1906年（光武10年）3月に大韓帝国で農工銀行条例が公布され、漢城農工銀行を初めとして、朝鮮各地に農工銀行が設立された。農工銀行は政府の株式引受および無利子貸付を受けて営業した。日韓併合後の1917年（大正6年）には、農工銀行6行で41個の支店を有するに至ったが、1918年（大正7年）6月12日に朝鮮殖産銀行令が発布され、10月1日これら諸行を合併するかたちで朝鮮殖産銀行が設立された。資本金は1000万円で本店は京城、1920年（大正9年）に3000万円に増資された。
本店は京城南大門通りに置かれ、50余の支店を有する。払込資本金の10倍まで債券を発行する特権を有する。業務は不動産担保貸付、漁業権担保貸付、財団抵当貸付、農工業者への無担保貸付、公共団体への貸付、金融組合その他産業上の非営利法人への無担保貸付、商品を質とする貸付、有価証券を質とする貸付、為替、公共団体または殖産会社の公社債の引受、信託業務である。また預金および保護預かりを営み、朝鮮総督の認可を受けて他銀行または東洋拓殖会社の業務を代理し、公共団体の金銭出納の取扱を行ない得る。さらにまた朝鮮総督の指定により普通銀行と同様の貸付および当座貸、割引、貯蓄預金をも営む。
朝鮮殖産銀行は、産米増殖計画を支援する役割を果たした。1943年の行員数は498人で、うち150人が朝鮮人だった。
第二次世界大戦が終結した1945年9月30日、GHQは日本政府に対し「植民地銀行、外国銀行及び特別戦時機関の閉鎖」に関する覚書を交付。この覚書に基づき朝鮮殖産銀行の即時閉鎖（閉鎖機関）が決定された
が、朝鮮半島に残存した部分は行名を韓国殖産銀行に改称して実質上存続した。さらに1954年には韓国産業銀行法により、大韓民国の政府系金融機関である韓国産業銀行となった。